# Törnevalla socken
Törnevalla socken i Östergötland ingick i  Åkerbo härad (före 1891 även del i Bankekinds härad), ingår sedan 1971 i Linköpings kommun och motsvarar från 2016 Törnevalla distrikt.
Socknens areal är 31,00 kvadratkilometer allt land. År 2000 fanns här 1 572 invånare. En del av tätorten Linghem samt sockenkyrkan Törnevalla kyrka ligger i socknen. 

## Administrativ historik
Törnevalla socken har medeltida ursprung. 
Före 1891 hörde en del av socknen till Bankekinds härad: Bölingstomta, Stratomta, kronotomten, Törnevalla nr 1 samt 1 mantal Gärstads Nedergård. Gärstads Nedergård överfördes 1891 till Gistads socken, Skärkinds härad.
Vid kommunreformen 1862 övergick socknens ansvar för de kyrkliga frågorna till Törnevalla församling och för de borgerliga frågorna till Törnevalla landskommun. Landskommunen inkorporerades 1952 i Åkerbo landskommun och uppgick 1971 i Linköpings kommun. Församlingen uppgick 1 januari 2009 i Åkerbo församling.
1 januari 2016 inrättades distriktet Törnevalla, med samma omfattning som församlingen hade 1999/2000.  
Socknen har tillhört samma fögderier och domsagor som Åkerbo härad.  De indelta soldaterna tillhörde  Första livgrenadjärregementet, Livkompanit och Andra livgrenadjärregementet, Linköpings kompani

## Geografi
Törnevalla socken ligger öster om Linköping. Socknen består av en relativt skogrik del av slätten söder om Roxen.
Socknen genomkorsas av Södra stambanan och länsväg 796 (tidigare E4).

## Fornlämningar

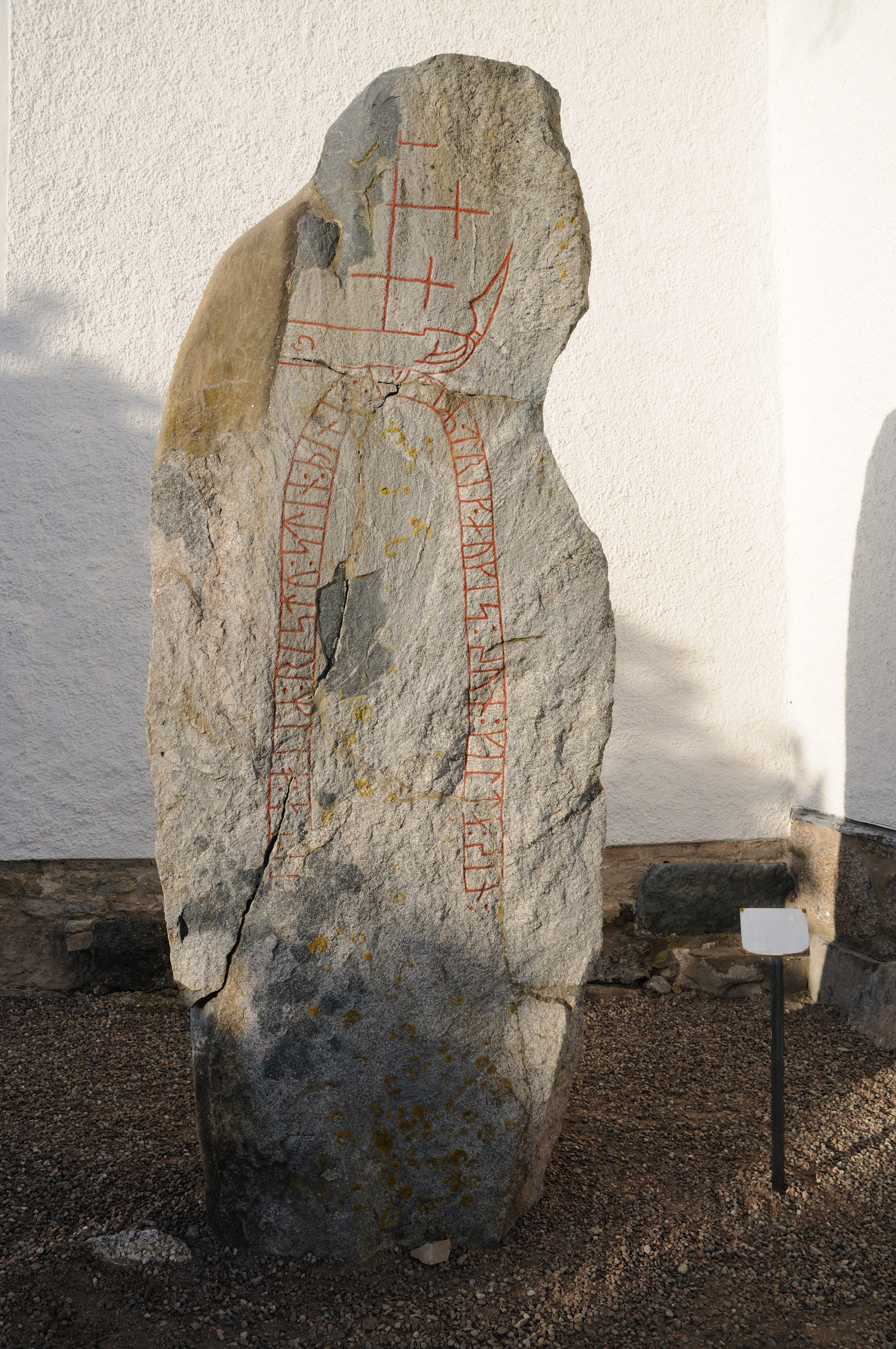
Ög MÖLM1960;230

Kända från socknen är talrika gravrösen och stensättningar från bronsåldern samt 55 gravfält och stensträngar från järnåldern. Fem runristningar är kända.

## Namnet
Namnet (1312 Thyrnewalla) kan komma från prästgården. Förleden innehåller törne, efterleden fall,' plats där man fällt skogen, hygge'. Tolkningen blir då hagtornsvegetation vid den ursprungliga röjningen.

### Fotnoter
1. 1 2  Svensk Uppslagsbok andra upplagan 1947–1955: Törnevalla socken
2. 1 2  Harlén, Hans; Harlén Eivy (2003). Sverige från A till Ö: geografisk-historisk uppslagsbok. Stockholm: Kommentus. Libris 9337075. ISBN 91-7345-139-8
3. ↑  ”Församlingar”. Statistiska centralbyrån. https://www.scb.se/hitta-statistik/regional-statistik-och-kartor/regionala-indelningar/forsamlingar/. Läst 30 december 2022.
4. ↑  Administrativ historik för Törnevalla socken (Klicka på församlingsposten). Källa: Nationella arkivdatabasen, Riksarkivet.
5. 1 2  Sjögren, Otto (1931). Sverige geografisk beskrivning del 2 Östergötlands, Jönköpings, Kronobergs, Kalmar och Gotlands län. Stockholm: Wahlström & Widstrand. Libris 9939
6. 1 2  Nationalencyklopedin
7. ↑  Fornlämningar, Statens historiska museum: Törnevalla socken
8. ↑  Fornminnesregistret, Riksantikvarieämbetet: Törnevalla socken Fornminnen i socknen erhålls på kartan genom att skriva in sockennamn (utan "socken") i "Ange geografiskt område"
9. ↑  Mats Wahlberg, red (2003). Svenskt ortnamnslexikon. Uppsala: Institutet för språk och folkminnen. Libris 8998039. ISBN 91-7229-020-X. https://isof.diva-portal.org/smash/get/diva2:1175717/FULLTEXT02.pdf